# Schildetal
Schildetal (noto fino al 2009 come Badow-Renzow) è un comune del Meclemburgo-Pomerania Anteriore, in Germania.
Appartiene al circondario (Kreis) del Meclemburgo Nordoccidentale (targa NWM) ed è parte della comunità amministrativa (Amt) di Lützow-Lübstorf.